# Петерсдорф, Герберт фон
Герберт фон Петерсдорф (нем. Herbert von Petersdorff; 21 марта 1887, Берлин — 16 января 1917) — немецкий ватерполист и пловец, чемпион летних Олимпийских игр 1900.
На Играх Петерсдорф входил в немецкую ватерпольную сборную. Она проиграла в четвертьфинале второй французской команде со счётом 3:2.
Кроме того, он участвовал в командной гонке на 200 м по плаванию. Его команда стала лучшей на Играх, получив золотые медали.